# The Pointing Finger (1922)
The Pointing Finger é um filme de suspense produzido no Reino Unido e lançado em 1922. Foi uma adaptação do romance The Pointing Finger (1907), de "Rita".